# 프랑수아 드 콩티 친왕

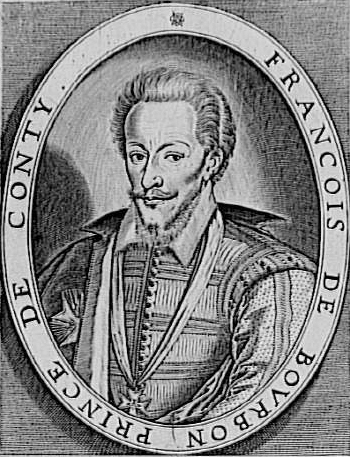
프랑수아 드 콩티 친왕

프랑수아 드 부르봉(François de Bourbon)은 프랑스의 콩티 친왕(혈통친왕)이다. 부친 루이 1세 드 콩데 친왕의 셋째 아들이다. 프랑수아는 일드프랑스 지역의 라페르테수주아르에서 태어났다.